# Парламентские выборы в Тринидаде и Тобаго (2002)
Досрочные парламентские выборы в Тринидаде и Тобаго прошли 7 октября 2002 года после того, как лидер Народного национального движения Патрик Маннинг не смог обеспечить большинство в подвешенном парламенте, образовавшимся после предыдущих выборов 2001 года. На этот раз Народное национальное движение смогло получить большинство в 20 из 36 мест Палаты представителей парламента Тринидада и Тобаго. Явка составила 69,6 %.

## Предвыборная обстановка
В 1995—2000 годах две основные политические партии в Тринидаде и Тобаго, Объединённый национальный конгресс и Народное национальное движение, боролись за политическую власть. Обе партии имели одинаковое количество представителей в парламенте, однако коалиция, сформированная между ОНК и Национальным альянсом за реконструкцию, состоящим из двух мест, позволила ОНК получить статус большинства. Всеобщие выборы 2000 года ещё больше укрепили положение ОНК в правительстве, поскольку партия получила абсолютное большинство мест. В 2001 году досрочные выборы были вызваны внезапным уходом четырёх представителей ОНК. На выборах как ОНК, так и ННД получили по 18 мест в Палате представителей. С повторным отсутствием большинства лидер ОНК Басдео Пандай и лидер ННД Патрик Мэннинг согласились уважать решение президента А. Н. Р. Робинсона, которого обе стороны попросили выбрать нового премьер-министра. Несмотря на то, что ОНК получил 49,9 % голосов против 46,5 % ННД, Робинсон, отметив его «моральные и духовные ценности», выбрал премьер-министром Мэннинга. Тем не менее, без большинства мест в Палате представителей и столкнувшись с подвешенным парламентом, Мэннинг был вынужден назначить новые выборы в следующем 2002 году.

## Предвыборная кампания
Отсутствие политической стабильности в правительстве Тринидада и Тобаго привело к напряжённой обстановке на выборах. Обвинения в фальсификации были выдвинуты против руководителей предвыборной кампании ННД и других участников. В апреле 2002 года сообщалось, что Франклин Хан, министр труда и транспорта и председатель партии ННД, вместе с Эриком Уильямсом, министром энергетики и энергетической промышленности, получили взятки от местного члена совета ННД. Хотя сообщения не были подтверждены, Хан подал в отставку со своего поста в кабинете министров в мае следующего года.
Однако ННД была не единственной политической партией, столкнувшейся с противоречиями в течение девяти месяцев между выборами. С политическим контролем, гарантированным только на короткое время, недавно созданное правительство ННД быстро использовало политические ресурсы, чтобы повлиять на общественность и испортить репутацию ОКН. В соответствии с указаниями Мэннинга было создано несколько следственных комиссий для расследования утверждений о корпоративной и политической коррупции, взяточничестве и подстрекательстве избирателей ОНК. Основным направлением расследований ННД было развитие аэропорта Пиарко. Мэннинг поручил своим комиссиям выяснить характер контрактов и развития аэропорта, а также расследовать обвинения в коррупции и мошенничестве со стороны нескольких высокопоставленных членов ОНК. В то время как расследования привели к нескольким случаям коррупции и взяточничества, комиссии лучше обслуживали ННД, «серьезно запятнав имидж ОНК».
Основываясь на театральных и публичных расследованиях правонарушений ОНК и подчеркивая динамичные усилия, направленные на повышение прозрачности и искоренение коррупции, ННД смогли представить себя в качестве партии, которой «Вы можете доверять», и успешно провели выборы.

## Результаты
| Партия                                    | Голосов | %    | Мест | +/-   |
| ----------------------------------------- | ------- | ---- | ---- | ----- |
| Народное национальное движение            | 308 762 | 50,9 | 20   | +2    |
| Объединённый национальный конгресс        | 284 391 | 46,9 | 16   | -2    |
| Национальный альянс за реконструкцию      | 6 776   | 1,1  | 0    | 0     |
| Гражданский альянс                        | 5 983   | 1,0  | 0    | новая |
| Демократическая партия Тринидада и Тобаго | 662     | 0,1  | 0    | новая |
| Независимые                               | 193     | 0,0  | 0    | новая |
| Недействительных/пустых бюллетеней        | 2 804   | -    | -    | -     |
| Всего                                     | 609 571 | 100  | 36   | 0     |
| Источник: Nohlen                          |         |      |      |       |

## Последующие события
Реакция правительства на процесс выборов 2002 года была нерешительной. Исторически выборы разжигали спокойные в другое время расовые взаимоотношения в стране. Непосредственной реакцией на скандальные выборы были разрозненные расследования мошенничества на выборах в муниципалитетах. Мэннинг увеличил число мест в парламенте с 36 до 41, чтобы предотвратить возникновение подвешенного парламента в будущем, а также назначил свою жену министром образования.